# Eeronsaari (ö i Lappland)
Eeronsaari är en ö i Finland. Den ligger i sjön Enijärvi och i kommunen Kemijärvi i den ekonomiska regionen  Östra Lapplands ekonomiska region  och landskapet Lappland, i den norra delen av landet, 700 km norr om huvudstaden Helsingfors. Öns area är 0,3 hektar och dess största längd är 110 meter i nord-sydlig riktning.